# Spelmanstävlingen i Växjö 1913
Spelmanstävlingen i Växjö 1913, anordnades i samband med Kristina Nilssons 70-årsdag.

## Historik
Spelmanstävlingen i Växjö anordnades i samband med Kristina Nilssons 70-årsdag. Tävlingen inleddes med ett föredrag om folkmusiken av musikdirektören Axel Boberg. Prisnämnden bestod av Kristina Nilsson, musikdirektören Axel Boberg och musikdirektören Elof Larsén.

## Deltagare
- Maria Samuelsson, Arnanäs, Virestads socken.[1]
- Johan Dahl, Odensjö by, Skatelövs socken.[1]
- August Blinde Fredriksson.[1]
- J. Eriksson, Glömminge, Voxtorps socken.[2]
- Magni Johansson, Orraryd, Nöbbele socken.[2]
- Carl Henrik Adolphsson, Skede socken.[2]
- Johan August Pettersson,  Nyhem, Tolgs socken.[2]
- Johan Vilhelm Söderqvist, Vetlanda.[2]
- Karl Gustaf Göransson, Åryds socken.[2]
- Axel Käll, Ädelfors, Alseda socken.[2]
- Gustaf Holgersson, Ålems socken.[2]
- Oskar Stork, Skillingaryd, Tofteryds socken.
- Rut Hellgren, Berga.
- Tage Engdahl, Norrköping.

## Pristagare[2]
| Pris       | Namn                                                                                          | Prissumma |
| ---------- | --------------------------------------------------------------------------------------------- | --------- |
| Förstapris | Gustaf Holgersson J. Eriksson                                                                 | 30 kronor |
| Andrapris  | Johan Dahl Maria Samuelsson Jean Johansson Wristel                                            | 20 kronor |
| Tredjepris | Oskar Stork C. G. Göransson August "Blinde" Fredriksson Johan Vilhelm Söderqvist              | 15 kronor |
| Fjärdepris | Carl Henrik Adolphsson John F. Theandersson Karl Roos Jonas Johansson Johan August Pettersson | 10 kronor |
| Femtepris  | Magni Johansson Rut Hellgren Axel Käll                                                        | 5 kronor  |